# تیم گالیکسون
 تیم گالیکسون (انگلیسی: Tim Gullikson؛ زاده ۸ سپتامبر ۱۹۵۱ درگذشته ۳ مهٔ ۱۹۹۶) یک تنیس‌باز اهل ایالات متحده آمریکا بود.